# Stella Leach
Stella Leach (12 de junio de 1918 - 29 de enero de 2010) fue una enfermera y activista de Colville - oglala lakota conocida por su trabajo en el establecimiento del primer centro de bienestar para niños indios americanos en el área de la Bahía de San Francisco, estableciendo la clínica de salud durante la Ocupación de Alcatraz y su activismo por la autodeterminación de los nativos americanos.

## Biografía
Stella Nellie Runnels nació el 12 de junio de 1918 en el condado de Ferry, Washington, hija de Maud/Maude Stella (de soltera Sears) e Hiram Bagley Runnels. Su madre se inscribió como Pine Ridge Sioux, junto con su media hermana Pearl Stirk y su hermano mayor Raymond Runnels. Maude había estado casada anteriormente con James Stirk, pero él y su hijo James, Jr. murieron antes de 1907. Runnels y sus hermanos: Mary E (1908), John A (1909), George W. (1912), Louis (1914), Juanita Elsie (1915), William Riley (1920), Josephine Myrtle (1921), Clara (1923), Hiram Jr. (1924) y Thaddeus ( 1927), se inscribieron con su padre en las Tribus Confederadas de la Reserva de Colville. Los niños comenzaron sus estudios en Keller, Washington, pero cuando Runnels tenía 10 años, los sacaron de la granja de su padre y los funcionarios de la Agencia India los enviaron a internados para indios americanos.
El 9 de julio de 1936 en Davenport, Washington, Runnels se casó con Johnnie Bray. La pareja tuvo dos hijos, Kenneth Patrick y Garry Thomas Bray, antes de separarse en 1940. Más tarde tuvo otros cuatro hijos y se casó con Harry Leland Leach, Sr. Durante la década de 1950, Leach criticó la participación de las tribus de Colville en el Congreso Nacional de Indios Americanos y el respaldo del NCAI a las investigaciones sobre actividades antiestadounidenses y el macartismo. En 1959, la pareja se había divorciado y Leach se mudó a Oakland, California, como parte del Programa de reubicación indígena.

## Carrera y activismo
Cuando Leach llegó al Área de la Bahía de San Francisco con sus 6 hijos, tenía la intención de ir a la escuela, pero la Ley de Reubicación requería que consiguiera un trabajo. Se incorporó al personal del Hospital Peralta como auxiliar de enfermería. Finalmente pudo transferirse al turno de noche y se inscribió en Laney College, obteniendo su título de enfermera (LPN). Comenzó a trabajar como enfermera para el Dr. David Tepper y se empeñó en mejorar la atención médica de la población india urbana en el Área de la Bahía. Debido a que la atención médica para los nativos americanos se eliminó de los programas federales en 1955 y se entregó a los estados para que la administraran, la falta de fondos tuvo como consecuencia la imposibilidad de que los indios urbanos obtuvieran tratamiento en cualquier lugar. Leach fue presidenta de la sección de salud y bienestar del Consejo Indio del Área de la Bahía. En 1964, el Consejo se asoció con el Pacific Hospital para iniciar la primera clínica para niños y "bebés sanos" dirigida a los indios americanos en el área, conocida como All-Indian Well Baby Clinic.
En enero de 1968, como presidenta de la división de salud y bienestar, Leach se reunió con los senadores Paul Fannin (republicano) y Robert F. Kennedy (demócrata) en el American Indian Center para discutir una serie de temas entre lo que estaban las insuficientes asignaciones de reubicación, la falta de financiación médica, la falta de oportunidades educativas adecuadas y las dificultades con el registro militar. Le preocupaban los problemas de los veteranos, ya que cinco de sus seis hijos habían servido en la Guerra de Vietnam. Poco después de la reunión, en mayo, Leach y sus hijos comenzaron a recibir llamadas racistas y amenazantes en su residencia cerca de Mills College. Su casa fue asaltada y destrozada, y el alquiler se cuadriplicó, cuando sus vecinos y el propietario se dieron cuenta de que eran indios americanos. El senador Kennedy envió vigilantes para que se quedaran en la casa durante la noche, ya que se habían quitado las puertas de la propiedad. Inicialmente, la familia Leach tenía la intención de permanecer en su hogar, pero a medida que la tensión continuaba, se mudaron al área de East Bay.
Leach se unió a su hijo David, que estaba en el grupo de desembarco del 20 de noviembre para la Ocupación de Alcatraz, el 22 de noviembre de 1969. Sus hijos David y Gary Leach, ambos veteranos, participaron en la ocupación. Estableció y dirigió la clínica de salud en la isla de Alcatraz y fue asistida por Jennie R. Joe (Navajo) y Dorothy Lonewolf Miller (Blackfoot), como enfermeras, y Robert Brennan y Richard Fine, como médicos. El empleador de Leach, el Dr. Tepper, le permitió quedarse en la isla durante tres meses y ofreció sus servicios como voluntario una vez por semana. Después de que Richard Oakes (Mohawk) abandonara la isla, Leach fue una de los siete representantes seleccionados como miembros de la junta directiva de los Indios de todas las tribus y fue portavoz de la junta. Los objetivos del consejo eran establecer un centro nativo americano en Alcatraz para promover el estudio cultural, así como la formación en asuntos espirituales y ecológicos desde una perspectiva indígena. Leach enfatizó la importancia de que los indios americanos puedan determinar su propio futuro.
En 1970, Leach también participó en la fundación del Cuerpo Nacional de Acción de Mujeres Indias, una organización de empoderamiento de las mujeres nativas americanas. Entre las organizadoras estaban Dorothy Lonewolf Miller, presidenta; Grace Thorpe (Sac & Fox), vicepresidenta; Leach, segunda vicepresidenta; Woesha Cloud North (Ho-Chunk), secretaria; Henrietta Whiteman ( Cheyenne), tesorera; y Jennie Joe, sargento de armas. Cuando terminó la ocupación, Leach y otros activistas de Alcatraz, como John Trudell (Santee Dakota ) pasaron a ocupar el sitio abandonado Nike Missile en Richmond, California, pero fueron expulsados de allí en junio de 1971.
En la década de 1980, Leach volvió a usar su apellido de soltera Runnels. Trabajó para ayudar a su hijo Harry Leach, Jr., ganador de la Medalla de la Estrella de Bronce y del Corazón Púrpura, a quien se le había diagnosticado esquizofrenia, "provocada por su servicio militar". Harry fue acusado de amenazar con envenenar los suministros de agua en San José, así como Caesars Tahoe y Sahara Tahoe, ambos en Stateline, Nevada. Su caso puso en el punto de mira de los medios nacionales la salud mental de los veteranos de Vietnam y la atención inadecuada que estaban recibiendo. Después de su absolución, Runnels se volvió a casar y se mudó a Sonoma, California, donde la pareja operaba un rancho de pollos. Regresó a Washington, instalándose en Nespelem alrededor del año 2000 y se mantuvo activa en asuntos relacionados con la Reservación Indígena de Colville.

## Muerte y legado
Runnels murió el 29 de enero de 2010 en Grant, condado de Mason, Washington. Fue enterrada cerca de los miembros de su familia en el cementerio del Sagrado Corazón en Nespelem.
Fue entrevistada como parte del Proyecto de Investigación Histórica de los Indios Americanos en 1970 por Anna Boyd. Su entrevista se encuentra en los fondos de la Colección de Historia Oral Doris Duke en la Universidad de Nuevo México en Albuquerque.